# Open Security Foundation
Open Security Foundation（OSF）は、情報セキュリティ愛好家によって設立・運営された501(c)(3)非営利公益団体である。OSFは、Open Source Vulnerability Database（OSVDB）、Data Loss Database（DatalossDB）、およびCloutageなど、複数のプロジェクトを管理していた。
OSFは2005年に、オープンソースのセキュリティプロジェクトを支援する団体として設立された。当初はOSVDBプロジェクトを支援する目的で構想され設立されたが、その後の活動範囲は拡大し、多数のプロジェクトへの支援を提供するようになった。
この財団は、価値あるオープンソースセキュリティプロジェクトを支援するために、団体や個人が慈善的寄付を行うことを可能にしていた。また、財団は多数のプロジェクトに対して、指針、法的支援、経営支援、方針策定支援などの支援を提供していた。
Open Security Foundationは、クリス・スロ、ジェイク・カウンズ、ブライアン・マーティンによって2004年初頭に構想され、2005年4月にアメリカ合衆国の501(c)(3)非営利法人として正式に認可された（EIN: 20-1178497）。
OSVDBプロジェクトは、2016年4月5日に終了が発表された。